# Pope (voertuigen)
Pope is een Amerikaans historisch merk van fietsen, auto's en motorfietsen.
De bedrijfsnaam was: Pope Mfg. Co., Hartford (Connecticut), later Westfield Mfg. Co, Westfield (Massachusetts). Men produceerde motorfietsen van 1902 tot 1918.
Dit bedrijf was eigendom van Colonel Albert Augustus Pope. Het maakte goede en sterke kopkleppers met 3½ pk eencilinders en 7- tot 8 pk V-twins. Pope was aanvankelijk bekend als fiets- en autofabrikant.

## Columbia fietsen en motorfietsen, Pope auto's
Vanaf 1877 produceerde Arthur Pope fietsen onder de naam "Columbia". In 1902 nam zijn bedrijf echter het concern ACMC (American Cycle Mfg. Co.) over, dat een jaar eerde een eencilinder motorfiets op de markt had gebracht. Pope ging deze motorfiets onder de naam "Columbia" verkopen. Waarschijnlijk werd de productie al in 1905 beëindigd om meer aandacht te kunnen schenken aan de productie van automobielen, die inmiddels ook opgenomen was. De auto's werden onder de naam "Pope" verkocht.

## Pope motorfietsen
Colonel Pope overleed in 1909 en in 1911 werden er pas opnieuw motorfietsen in het programma opgenomen, deze keer ook met de merknaam "Pope". Het eerste model was een 400 cc eencilinder kop/zijklepmotor met een loop frame. De motorfietsen werden niet in Hartford maar in Westfield, Massachusetts geproduceerd. Vanaf 1912 werden er 1000 cc V-twins verkocht, die al kopklepmotoren hadden en plunjervering hadden. Daarmee was het merk zijn tijd ver vooruit!
Het ging echter rap achteruit met de firma Pope, hetgeen vooral te wijten was aan de auto-tak. Niet minder dan 17 modellen brachten hoge productiekosten met zich mee, waardoor men al in 1913 in financiële problemen kwam. De eencilinder motorfietsen kwamen in meer cilinderinhouden op de markt: 500 cc (Model K Big Four) en 623 cc (Model M 5 HP) . Deze naam bleek de motorfiets ernstig tekort te doen: op de rollenbank spuugde de motor liefst 10 pk (10 HP) uit. Vanaf 1916 deed men niet veel meer aan de doorontwikkeling van de motorfietsen, ook weer door de problemen bij de auto-productie. De motorfietsenfabriek werd gereorganiseerd en heette voortaan Westfield Mfg. Co. In 1918 werd de productie van motorfietsen beëindigd. Er werden in de fabriek in Westfield nog enkele jaren fietsen geproduceerd.
- Library of Congress Control Number: n93014453
- Virtual International Authority File: 145565059